# Итами
Ита́ми (яп. 伊丹市 Итами-си) — город в Японии, находящийся в префектуре Хиого. Площадь города составляет 24,97 км², население — 197 692 человека (1 августа 2014), плотность населения — 7917,18 чел./км².
На территории города находится Осакский международный аэропорт.

## Географическое положение
Город расположен на острове Хонсю в префектуре Хёго региона Кинки. С ним граничат города Каваниси, Такарадзука, Нисиномия, Амагасаки, Икеда, Тоёнака.

## Население
Население города составляет 197 692 человека (1 августа 2014), а плотность — 7917,18 чел./км². Изменение численности населения с 1980 по 2005 годы:
| 1980 | 178 228 чел. |  |
| 1985 | 182 731 чел. |  |
| 1990 | 186 134 чел. |  |
| 1995 | 188 431 чел. |  |
| 2000 | 192 159 чел. |  |
| 2005 | 192 250 чел. |  |

## Символика
Деревом города считается камфорное дерево, цветком — рододендрон, птицей — утка.